# Indiai írók, költők listája
Indiai írók, költők listája: 

## A
- Abdul Qavi Desnavi
- Abhijit Bhaduri
- Aga Shahid Ali
- Álvárok
- Amish Tripathi
- Amit Chaudhuri
- Amit Varma
- Amitav Ghosh
- Amrit Lal Nagar
- Amrita Pritam
- Amulya Malladi
- Anand Neelakantan
- Amit Abraham
- Amaru (6.–8. sz.)
- Anthony de Mello
- Anees Jung
- Anita Desai
- Anita Nair
- Anu Garg
- Anuja Chauhan
- Anurag Anand
- Aravind Adiga
- Arnab Jan Deka
- Arun Joshi
- Arundhati Roy
- Asvagósa
- Ashok Banker
- Ashoka Mitran
- Ashwin Sanghi
- Atal Bihari Vajpai
- Avinash Dharmadhikari

## B
- B. R. Ambedkar
- Barun Roy
- Bejan Daruwala
- Basharat Peer
- Bhabananda Deka
- Bhalchandra Nemade
- Bhásza
- Bhavna Chauhan
- Birbal Jha
- Bibhutibhushan Bandopadhyay
- Bankim Chandra Chattopadhyay
- Birendra Kumar Bhattacharya
- Bishwanath Ghosh
- Brajanath Ratha

## C
- C. Rajagopalachari
- C. V. Raman
- Charu Nivedita
- Chetan Bhagat

## D
- David Davidar
- Kartar Singh Duggal
- Bal Govind Dwivedi
- Hazari Prasad Dwivedi
- Durjoy Datta
- Kewal Dheer
- Mukul Deva
- Esther David
- Dzsajadéva

## F
- Fahad Shah
- Feroze Varun Gandhi

## G
- Gita Sahgal
- Gíta Govinda
- Gopi Chand Narang
- V. V. Giri
- Gnani Sankaran
- Gurucharan Das
- Gulzar
- Gopi Chand Narang

## H
- Harilal Upadhyay
- Sri Krishna Rai Hridyesh
- Hemant Shesh
- Hakim Syed Zillur Rahman
- Baby Halder
- Harivansh Rai Bachchan

## I
- Indira Goswami
- Indira Parthasarathy
- Indra Sinha
- Indradeep Sinha
- Ira Trivedi
- Ismat Chugtai

## J
- Jagadish Bhagwati
- Jagadish Chandra Bose
- Jeyamohan
- Jayakanthan
- Ki. Va. Jagannathan
- Joygopal Podder
- Jayshankar Prasad

## K
- Kabír
- Kalki Krishnamurthy
- Kamala Das
- Thiru. V. Kalyanasundaram
- Kamalakanta Jena
- Karan Bajaj
- Ki. Rajanarayanan
- Kiran Desai
- Kunal Basu
- Kuvempu
- Mukul Kesavan
- Uma Krishnaswami
- Keshava Reddy
- Kannadasan
- Kautilja
- Kusumagraj
- Kewal Dheer
- Kedarnath Singh
- Khushwant Singh
- Karnail Singh Somal
- Faraaz Kazi
- Kuber Nath Rai
- Kiran Nagarkar
- Dzsiddu Krisnamúrti

## L
- La Sa Ra
- Lakshmi Raj Sharma
- Jhumpa Lahiri

## M
- Madan Gopal Gandhi
- Mahasweta Devi
- Mamoni Raisom Goswami
- Manoj Das
- Manoshi Sinha
- Masud Husain Khan
- Madhan
- Mohan Deep
- Moniruddin Khan
- Shailesh Matiyani
- Malik Ram
- Suketu Mehta
- Laxmi Narayan Mishra
- Gopinath Mohanty
- Jagadish Mohanty
- Sudha Murthy
- Mehr Lal Soni Zia Fatehabadi
- Mahadevi Verma
- P. F. Mathews
- Mannu Bhandari
- Mulk Raj Anand
- Manju Kapur
- Maitreyi Pushpa
- Mridula Garg
- Mrinal Pande
- M. T. Vasudevan Nair
- Munshi Premchand
- Manoj Ramola

## N
- Nágárdzsuna
- Nalini Prava Deka
- Nalini Priyadarshni
- Nammálvár
- Nának guru
- Nanjil Nadan
- Nandini Sahu
- Neelam Saxena Chandra
- Jawaharlal Nehru
- Nirupama Devi
- Nikita Singh
- Novoneel Chakraborty
- Nitya Prakash

## P
- Pa. Raghavan
- Padma Sachdev
- Pankaj Mishra
- Pankaj Rag
- Paramahansza Jógánanda
- Parichay Das
- Pavan Choudary
- Preeti Shenoy
- Preeti Singh
- Prem Lal Joshi
- Pudhumaipithan
- Purushottam Laxman Deshpande

## R
- R. Prasannan
- Rabindranáth Tagore
- Rafiq Husain
- R. Chudamani
- Rahul Saini
- Raj Chowdhury
- Raj Kamal Jha
- Rajat Chaudhuri
- Rajesh Talwar
- Rajan Gurukkal
- Ram Karan Sharma
- Ram Prasad Bismil
- Rajashree
- Rakesh Mohan Joshi
- Ram Sharan Sharma
- Ram Vilas Sharma
- Rambriksh Benipuri
- Ramchandra Guha
- Ramdhari Singh Dinkar
- Ramendra Kumar
- Ramesh Chandra Jha
- Ranj Dhaliwal
- R. K. Narayan
- Ravinder Singh
- Rohinton Mistry
- Rooma Mehra
- Ruchita Misra
- Ruskin Bond
- Rustam Singh
- Ravindra Prabhat

## S, Sz
- Sadhguru
- Sankara
- Satyajit Ray
- Sri Lal Sukla
- Srí Csinmoj
- Satyapal Chandra
- Szávitríbáí Phulé
- Srinu Pandranki
- S. Ramakrishnan
- S. Venkatesan
- Shiv Khera
- Shaiju Mathew
- Shobha De
- Samit Basu
- Sarvepalli Radhakrishnan
- Sarat Chandra Chattopadhyay
- Sashi Tharoor
- Sukumar Ray
- Sudha Menon
- Sunil Gangopadhyay
- Shiladitya
- Salman Rushdie
- Sandilyan
- Sitaram Chaturvedi
- Mahapandit Rahul Sankrityayan
- Sarojini Sahoo
- Fakir Mohan Senapati
- Vikram Seth
- Mahamahopadhyaya Pandit Ram Avatar Sharma
- Pandit Devendranath Sharma
- Pandit Nalin Vilochan Sharma
- Partap Sharma
- Shashi Bhushan Sahai
- Mridula Sinha
- Acharya Shukla
- Balmiki Prasad Singh
- Syed Mujtaba Ali
- Vijay Singh
- Vijendra Narayan Singh
- Vikas Swarup
- Swati Kaushal
- Vandana Siva
- Subha (writers)
- Sujatha Rangarajan
- Thi. Ka. Sivasankaran
- Sukumar Azhikode
- Padma Sachdev
- Sandeep Khurana
- Sundara Ramasami
- Sudha Murthy
- Sayyid Ahmedullah Qadri
- Szvámi Ráma
- Szvámi Sivananda
- Szvámi Vivékánanda

## T
- T.K. Doraiswamy (Nakulan)
- Teji Grover
- Vijay Tendulkar
- Tushar Raheja
- Tuhin Sinha
- Khagendra Thakur
- Shashi Tharoor
- Aroon Tikekar
- Gajendra Thakur
- Mark Tully
- Hanif Tarin

## U
- Thrity Umrigar
- Uday Prakash
- Upamanyu Chatterjee

## V
- Válmíki
- Varanasi Ramamurthy
- Vakkantham Suryanarayana Rao
- Vannadhasan
- Vaszubandhu
- Vátszjájana
- Venu V. Desom
- Vikram Chandra
- Viveki Rai
- Yandamuri Veerendranath
- Nidudavolu Venkatarao
- Nirmal Verma
- Vijayakrishnan
- Vishwambhar Dayal Awasthi
- Vikas Swarup
- Vasudha Patil
- V. S. Naipaul

## Y
- Selvarajan Yesudian